# Paweł Kaczmarek
Paweł Kaczmarek (1º luglio 1985) è un ex calciatore polacco, di ruolo centrocampista.

## Carriera
Nel febbraio del 2011 va in prestito al Bogdanka.